# Genuine
Genuine  —en español: Genuino— es el primer álbum de estudio de la cantante estadounidense de pop Stacie Orrico. Éste fue lanzado por el sello ForeFront Records, a mediados de año 2000. Ello, cuando la cantante se encontraba en plena adolescencia, con tan sólo 14 años de edad lanzó su sencillo debut del mismo nombre. El álbum tuvo seis hits en las listas de radio cristianas.

## Antecedentes
Orrico tiene su inicio en 1998, a la edad de 12 años, asistiendo a un festival de música cristiana, Praise in the Rockies, que se celebró en Colorado. Orrico inadvertidamente entró en un concurso de talentos de alto riesgo, y ganó. Un ejecutivo de ForeFront Records, se acercó a ella y le ofreció un contrato discográfico con dicha empresa. Fue así que en 1999, con 13 años comienza a grabar su primer álbum de estudio, el cual sería lanzado un año después.

## Recepción

### Crítica
Genuine recibió críticas positivas por parte de los críticos musicales, Al Campbell de Allmusic le dio una calificación de 2.5 en la escala de 5 estrellas, diciendo: "Genuine es el álbum debut de la cantante cristiana Stacie Orrico, que combina sus convicciones cristianas positivas con la inspiración musical, que abarca la influencia pop/urbana representada por Christina Aguilera y Lauryn Hill. Orrico trata temas líricos difíciles (la inseguridad, la presión de grupo, anorexia) mientras que musicalmente sostener la corriente principal atractivo crossover". Israel Button de Amazon, expreso lo siguiente de álbum; "A la tierna edad de 14 años, Stacie Orrico está a punto de convertirse en una voz influyente de su generación, su álbum debut Genuine no sólo revela una voz deslumbrante, muestra un pop urbana de su generación fresco. Descubierta en un seminario de artista cristiano en 1998, Stacie firmó con ForeFront Records a los 12 años y ha estado trabajando con los jefes de la industria, la configuración de una carrera desde entonces. Las canciones de este proyecto hablan con honestidad y prácticamente al grupo de pares de Stacie acerca de los problemas de la vida cristiana, y su estilo urbano encaja perfectamente en la mezcla de la radio convencional. Compitiendo junto a la talla de Britney Spears. Esta infusión de la verdad de Dios en el pop urbano de hoy trae una perspectiva refrescante"..

### Comercio
Genuine estableció un récord, pues se convirtió en el primer álbum de estudio de una solista femenina en el ámbito cristiano, en vender 13 000 copias la primera semana de su lanzamiento en los Estados Unidos. Hasta ahora el álbum logró alcanzar vendas por más de 500.000 copias, en dicho país, y cerca de 700.000 a nivel mundial. Debutó en la posición N.º 103 de Billboard 200, el N.º 1 en Billboard Top Heatseekers y N.º 6 en Top Contemporary Christian.

## Lista de canciones
| N.º | Título                      | Escritor(es)                                       | Duración |  |
| 1.  | «Ride»                      | Taylore                                            | 3:04     |  |
| 2.  | «Don't Look At Me»          | Stacie Orrico, Mark Heimermann                     | 3:36     |  |
| 3.  | «0.0 Baby»                  | Needham Faircloth, Taylore, Michael-Anthony Taylor | 3:00     |  |
| 4.  | «Without Love»              | Eddie DeGarmo, Tasia Tjornhom                      | 4:53     |  |
| 5.  | «Stay True»                 | Heimermann                                         | 3:18     |  |
| 6.  | «Kum-Ba-Ya»                 | (Interlude)                                        | 0:09     |  |
| 7.  | «Genuine»                   | Stacie Orrico, B. Huston                           | 5:00     |  |
| 8.  | «With a Little Faith»       | Lisa Kimmey, Michael Quinlan, Wyatt                | 3:51     |  |
| 9.  | «My Name»                   | (Interlude)                                        | 0:28     |  |
| 10. | «So Pray»                   | Taylor                                             | 3:58     |  |
| 11. | «Holdin' On»                | Bob Farrell, Quinlan                               | 3:51     |  |
| 12. | «Restore My Soul»           | Ken Harrell                                        | 5:06     |  |
| 13. | «Confident»                 | Charity, Heimermann                                | 3:31     |  |
| 14. | «Everything»                | Taylor                                             | 5:23     |  |
| 15. | «Replay»                    | (Interlude)                                        | 0:11     |  |
| 16. | «Dear Friend»               | Stacie Orrico                                      | 4:25     |  |
| 17. | «Genuine (Very Real Remix)» | Stacie Orrico, B. Huston                           | 4:36     |  |

## Créditos musicales
- Tim Akers - Piano
- Raymond Boyd - Teclados, programación
- Kaylie Rettig - Guitarra
- David Davidson - Violín
- Mooki - Voz
- Tony Palacios - Guitarra
- Tiffany Palmer - Voces
- Andrew Ramsey - Guitarra
- Michael-Anthony Taylor - Guitarra, teclados, programación de batería

## Charts

### Semanal
| Chart (2000-03)                                  | Mejor posición |
| ------------------------------------------------ | -------------- |
| U.S. Billboard Top Contemporary Christian Albums | 6              |
| U.S. Billboard 200                               | 103            |
| U.S. Top Heatseekers                             | 1              |
| French Top 200 Albums Chart                      | 51             |
| Japanese Albums Chart                            | 68             |